# Reina madre (África)

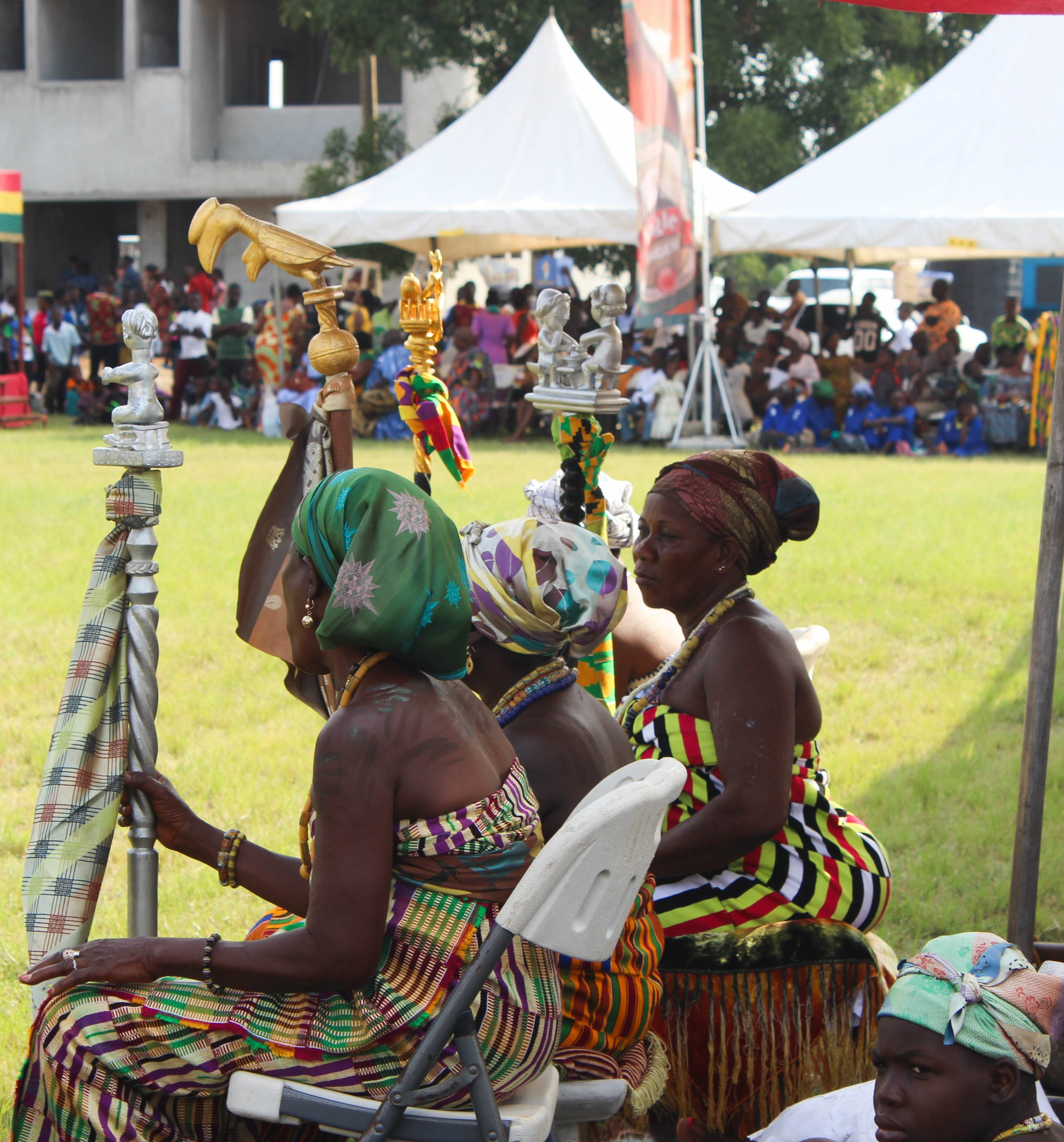
Las reinas madre con sus iura regalia.

Las Reina madre son líderes y mujeres de poder en el África subsahariana. En general, las reinas madre desempeñan un papel importante en el gobierno local y «ejercen poder e influencia social». La cantidad de poder que detentan en la actualidad ha disminuido desde la época precolonial.
Las reinas madre son una parte importante de la tradición akan basada en la ascendencia matrilineal, y se encuentran en grupos como el imperio asante, que forma parte del pueblo akan. En áreas de Ghana donde la cultura akan es prominente, cada pueblo tiene un jefe y una reina madre que gobiernan junto con el sistema político moderno.
Las reinas madre también han sido registradas en la tradición de los Pabir en el norte de Nigeria, como parte de la cultura de Benín en el sur de Nigeria, y en el área de Krobo. Los pueblos yoruba de Nigeria, Benín y Togo también tienen un número de mujeres que hacen uso de la honorífica «madre del rey». En otras partes de África, como en Uganda, el término reina madre también se utiliza para describir a las madres de los monarcas reinantes o a las mujeres que detentan el poder por derecho propio.
A principios del siglo XXI, las reinas madre están experimentando un resurgimiento del poder y la influencia en África, muchas de las cuales son miembros de la Red de Reinas Africanas y Mujeres Líderes Culturales, una asociación voluntaria.

## Historia
Durante el período precolonial, África estaba «organizada en torno a la autoridad de los jefes, reyes y reinas madre». Las reinas madre fueron alguna vez figuras políticas importantes que inspiraban respeto antes de la época colonial. En algunos casos, incluso se las consideraba como gobernantes autónomas. Entre ciertas tribus, había tradicionalmente «contrapartes» masculinas y femeninas en todos los aspectos de la jerarquía política.
Las reinas madre tienen toda la jurisdicción sobre las mujeres, y también supervisan cualquier asunto que involucre tanto a hombres como a mujeres juntos, como la violación, el adulterio y los conflictos matrimoniales.
Los colonos de Europa, debido a su propio sexismo, negociaban únicamente con hombres con título en las áreas en las que operaban. Como resultado, el poder de las mujeres tituladas disminuyó con el tiempo. Además, las reinas madre en África no eran reconocidas como importantes y a menudo eran referidas en documentos históricos como «hermanas» de los hombres en el poder por los misioneros y los colonos.
Las reinas madre, junto con otras mujeres del continente bajo el dominio colonial, perdieron «privilegios y derechos sociales, religiosos, constitucionales y políticos».
Los gobiernos postcoloniales «continuaron con políticas que socavaron la autoridad tradicional de las mujeres». La ausencia de las mujeres en la política y, en particular, en las instituciones tradicionales, ha creado una distribución desigual del poder y ha dado lugar a que las «preocupaciones y derechos de las mujeres no se aborden adecuadamente».
En 1957, los líderes independentistas de Ghana no incluyeron a las reinas madres en sus asuntos, sino que optaron por trabajar únicamente con los jefes masculinos.
En 1988, se formó la Asociación de la Reina Madre Ashanti. Ahora cuenta con alrededor de cuarenta y cuatro mujeres líderes de la región de Ashanti como miembros. El grupo atiende temas relacionados con las mujeres.
La Constitución de Ghana de 1992 incluyó el artículo 277 que define la jefatura. El artículo 277 define a un jefe como una persona que ha sido debidamente nominada del linaje correcto y «entronizada o instalada como Jefe o Reina Madre de conformidad con la legislación y los usos consuetudinarios pertinentes». En el verano de 2010, la Casa Nacional de Jefes de Ghana anunció la inclusión de 20 reinas madre, que son nombradas para un mandato de cuatro años.
En 2006, el Fondo de las Naciones Unidas para la Infancia comenzó a trabajar con las reinas madre para ayudar a apoyar los esfuerzos de bienestar de las mujeres y los niños en diferentes partes de África occidental. Más recientemente, áreas como la Región Alta Occidental, donde no se ha practicado la tradición de tener reinas madre, han sido alentadas a «reinstalar» a las reinas madre por los defensores del empoderamiento de la mujer. Más mujeres han sido instaladas como reinas madre en la parte norte de Ghana, un hecho que ha elevado el estatus de las mujeres en el área.
En el 2014, el ministro de Caciques de Ghana, Henry Seidu Danaa, declaró que la participación de la reina madre en la Cámara de los Jefes era constitucional.

## Descripción

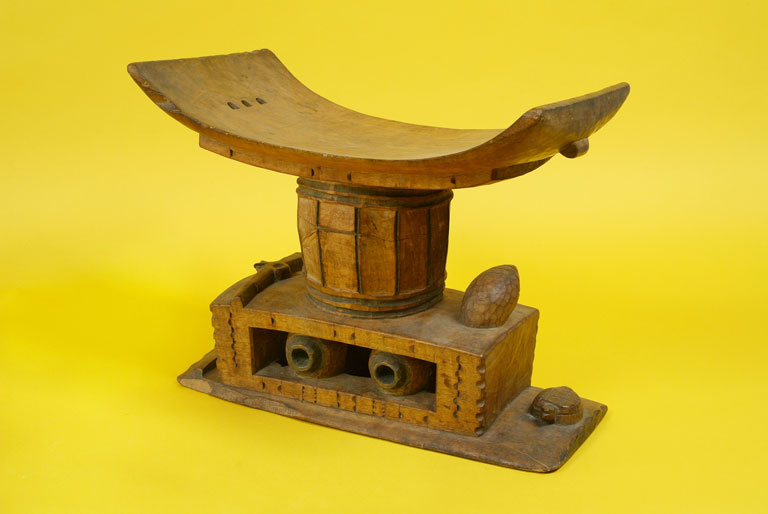
El «taburete» de la reina madre.

El título de reina madre es una palabra compuesta en inglés que se usa para describir colectivamente a mujeres en roles de liderazgo tradicionales africanos. Los pueblos akan usan el término ohemmaa, que significa «mujer gobernante». En la tradición Ga, se les llama manye o «madre comunitaria». En la tradición de los Pabir, se las conoce como maigira, una palabra que significa «monarca femenina». En la tradición de Benín, las reinas madre se conocen como iyobas. En las tradiciones yoruba, una mujer que se dedica ritualmente al título se conoce como iya oba o «madre titulada del rey».
El puesto de reina madre también se conoce como el "taburete". En Ghana, las reinas madre son seleccionadas de la familia real de cada pueblo y aldea. Es el jefe de la familia real y los ancianos quienes eligen tanto al jefe masculino como a la reina madre, una pareja que puede estar relacionada entre sí. Las familias reales están formadas por los primeros colonos de una área.

### Tradición akan
En la tradición akan, las reinas madre gobiernan junto con el jefe o el rey en su área. Las reinas madre son consideradas la cabeza espiritual de su comunidad y la guardiana del conocimiento genealógico. Tienen poder de veto del rey o jefe y pueden nombrar a sus propios ministros. También seleccionan candidatos para el próximo jefe si el «taburete» del jefe está vacante. Las reinas madre presiden los tribunales donde se escuchan casos sobre disputas presentadas ante los tribunales por mujeres. En sus salas de audiencia, las reinas madre y sus funcionarios de la corte «ejercen poder sobre los disputantes». Cuando sea necesario, las reinas madre pueden «asumir el control total de la autoridad central». En algunos casos, han «actuado como líderes de guerra».

### Tradición Benín

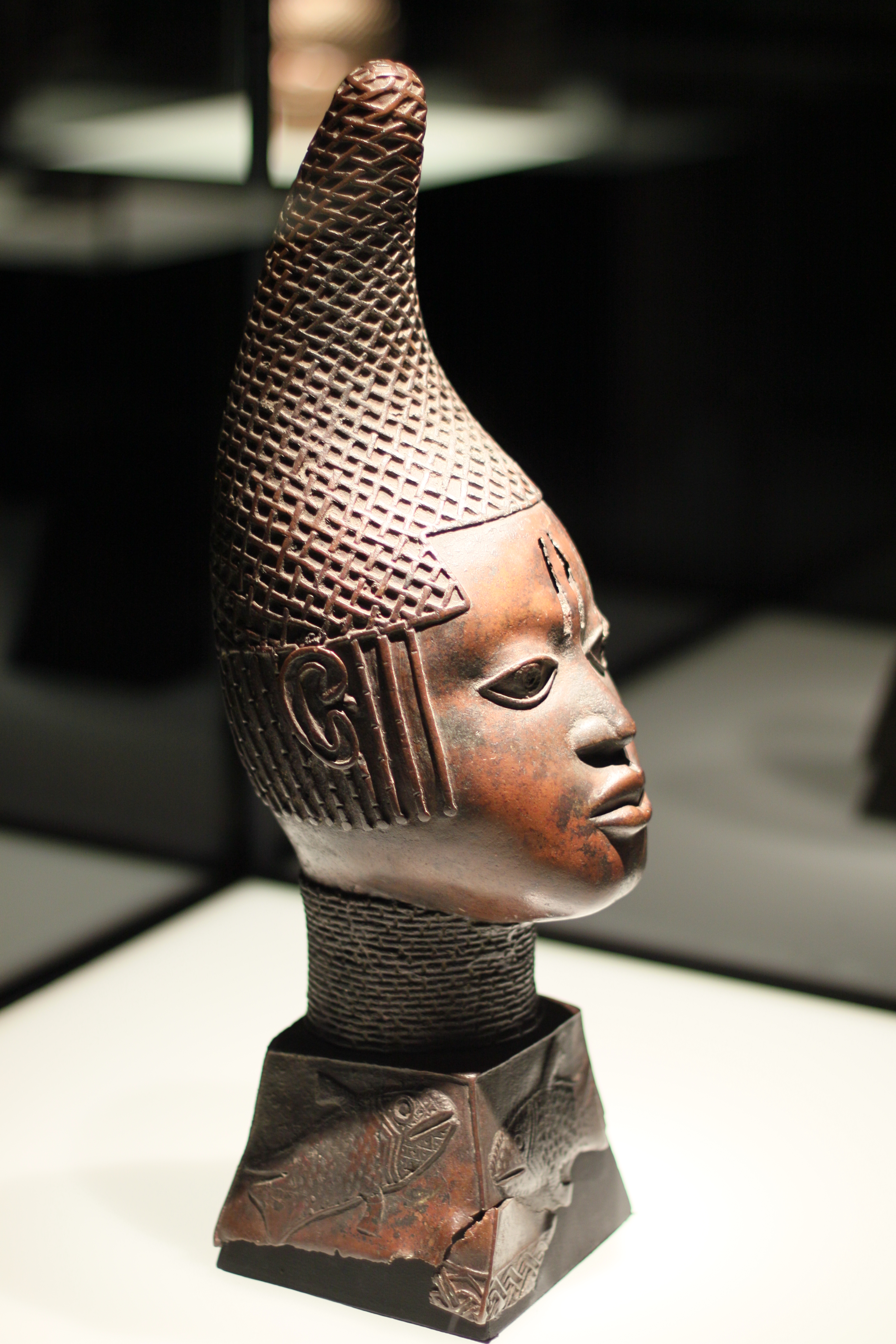
Reina madre Ida del reino de Benín.

El Reino de Benín no tuvo reina madre hasta que a finales del siglo XV hubo un conflicto por el trono. Durante el conflicto, las mujeres ganaron poder y la primera de su número, la reina Idia, se convirtió en una reina madre. En la tradición de Benín son, como las de las monarquías occidentales, las madres literales de los reyes. Las reinas madre de Benín tenían un gran poder y eran veneradas como protectoras de los reyes.

### Tradición Burundi
En el desaparecido reino de Burundi, una reina madre era conocida como Mugabekazi. La titular servía como una figura poderosa durante el reinado de su hijo o, como fue el caso de la reina Ririkumutima, regente de su hijastro, desde 1908 a 1917.

### Tradición Dahomey

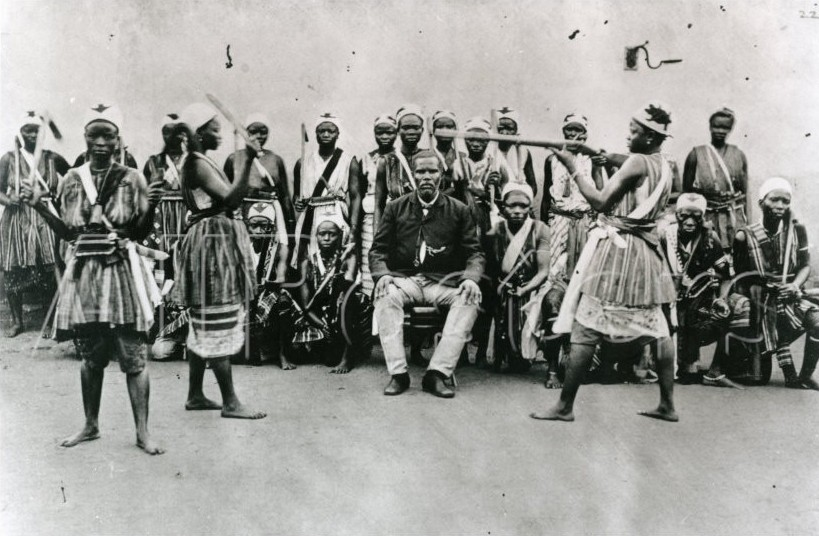
Unidad militar de Amazonas Dahomey.

Entre la gente fon del reino de Dahomey, la Kpojito servía como la reina madre. Tenía una posición de influencia dentro del gran consejo del reino, y también supervisaba tanto una porción significativa de la administración diaria de Dahomey como la famosa unidad militar femenina de amazonas Dahomey. Ella comparte esta última función con la Reina Hangbe, jefa del nombre de la familia real Hangbe.

### Tradición Congo
En el antiguo reino de Congo, una reina madre era conocida como Mwene Nzimba Mpungu. Por lo general, era la tía paterna del rey reinante y se esperaba que dirigiera a las cuatro mujeres que eran miembros de oficio del Ne Mbanda Mbanda («Real Consejo del Reino de Congo»), el consejo de la corona del reino.

### Tradición Krobo
Entre los krobo, está la «reina madre suprema» y varias reinas madre «menores» que gobiernan bajo ella. Las reinas madre de Krobo tienen menos poder que las reinas madre de la tradición akan. Se especula que la tradición de la reina madre puede haber sido adoptada por los akan.
Los krobo seleccionan a las reinas madre mediante una elección secreta por parte de los ancianos. Después de su selección, se le notifica de su nuevo papel cuando le untan arcilla blanca en el brazo. Se realiza una instalación ritual donde se le enseña, aconseja, se le da un nuevo nombre y luego se la presenta al jefe. Las reinas madre de Krobo son vistas como «madres» de su comunidad y aunque hay un énfasis en los asuntos de las mujeres para la madre reina, ella ayuda tanto a hombres como a mujeres.

### Tradición Kush
En el reino de Kush, un antiguo estado que se encontraba en lo que hoy es el norte de Sudán, una reina madre era conocida como Kandake. Ella gobernaba junto a su hijo el rey, o Qore de Kush, y se unía a él para servir en una variedad de funciones sacerdotales en su reino. Las titulares del título eran tan famosas que fueron mencionadas tanto en la leyenda del Romance de Alejandro, como antes por autores grecorromanos como en el Nuevo Testamento de la Biblia.

### Tradición Pabir
Se espera que las reinas madre Pabir se conviertan en célibes. El papel de la reina madre Pabir es solo ceremonial, y su «verdadero poder radica en su capacidad para fomentar la oposición contra el rey».

### Tradición Serer
En los reinos Serer de Senegambia, a una reina madre se la llamaba Lingeer. Ella era típicamente la madre o hermana del rey reinante, o «Lamane», y gobernaba su propio territorio en su reino. Al igual que con los akans, la sucesión dinástica recaía en su progenie en lugar de la lamane.

### Tradición Suazi
Entre el pueblo suazi del sur de África, la reina madre es conocida como Ndlovukati. Al unirse a su hijo el rey, o Ingwenyama de Suazilandia, ella gobierna el reino de Suazilandia en lo que es esencialmente una diarquía. Aunque la mayoría de las funciones diarias de administración son realizadas por el Ingwenyama, la ndlovukati es espiritualmente prominente debido a su oficio durante el rito anual de Umhlanga.

### Tradición Tsuana
Entre la gente de Tsuana, la reina madre se conoce como Mohumagadi Mma Kgosi. Ella sirve como asesora de su hijo el jefe, y generalmente es considerada en alta estima por los miembros de la tribu que él gobierna.

### Tradición Yoruba
Las mujeres de diferentes edades y ancestros se instalan como las «madres tituladas de los reyes» de los yoruba. También tienen una variedad de funciones diferentes.
En el reino de Lagos, por ejemplo, la Erelu Kuti ocupaba el tercer lugar en el orden de precedencia. Ella servía como regente cuando el «taburete» del rey, u Oba de Lagos, estaba vacante. Como parte de las ceremonias de coronación para un nuevo oba, ella también bendecía públicamente al candidato antes de su coronación. Por estas razones, estaba considerada como la reina madre del reino.
En otros lugares, en Egbalandia, el Moshade es otro ejemplo. Una cortesana titulada al servicio del rey, o Alake de Egbaland, es la funcionaria encargada de la responsabilidad de coronarlo. Después de esto, ella también lleva a cabo las instalaciones de todos sus jefes subordinados. Debido a esto, ella también reclama a la reina madre como parte de su estilo ceremonial.
Además de estas y otras mujeres entre los Yoruba que tienen el título de «iya oba», también hay una clase de mujeres que se conocen como oba obirin o «rey de las mujeres». Por lo general, titulares del título principal iyalode, estas figuras supervisan los asuntos de las mujeres en los diversos reinos y representan a su género en los consejos privados de los reyes.

## sigloXXI
Las reinas madre continúan adaptándose al mundo cambiante y en ciertas zonas la posición «ha seguido siendo vital». Participan en negocios, y reconocen las contribuciones de las parteras.
Han ayudado a apoyar la conciencia sobre el cáncer de mama en Ghana. Con el fin de crear conciencia sobre su papel en África, cuatro reinas madre de Ghana recorrieron los Estados Unidos en 2015.
Algunas reinas madre han dicho que su autoridad no es tan respetada como la autoridad de los jefes varones. Si bien muchas de ellas y otras mujeres en roles tradicionales han enfrentado obstáculos para crear un cambio duradero para las mujeres, continúan organizándose para ser representadas «en procesos políticos formales». Buscan oportunidades educativas, como la capacitación en alfabetización legal en las bibliotecas de Ghana, o talleres.
En Ghana, iniciaron la Asociación de Reinas Madre Manya Krobo (MKQMA) para ayudar a los niños que quedaron huérfanos a causa del VIH o SIDA. El grupo fue iniciado por Nana Okleyo. Los estudios sobre el trabajo de la asociación en el distrito de Manya Krobo descubrieron que era un buen modelo de cómo abordar el problema de los huérfanos en África occidental, aunque tenía algunas limitaciones. Hay aproximadamente 370 reinas madre involucradas en MKQMA. Además, el MKQMA, bajo el liderazgo de Manye Esther, ha desarrollado programas de prevención del VIH/SIDA y ha ayudado a apoyar a más de 400 huérfanos.